# 哈斯凯尔·柯里
哈斯凱爾·布魯克·柯里（英語： /ˈhæskəl ˈkɜːri/，1900年9月12日—1982年9月1日），生于美國麻薩諸塞州米里鎮，數理邏輯學家，專長於组合子逻辑理論。尽管组合子逻辑的概念始于Moses Schönfinkel的一纸论文，其大部分发展工作是由柯里完成的。柯里也因为他的柯里悖论和柯里-霍华德同构而闻名。
三个程式語言Haskell、Brook、Curry，以及柯里化的概念都是以他的名字來命名的。

## 生平
哈斯凱爾·柯里的父母萨麦尔·S·柯里和安娜·B·柯里经营一家教授修辞术的学院。
1916年他進入哈佛大學，原先預備攻讀醫學，但很快就轉換到數學領域。1920年畢業後，他在麻省理工學院工作兩年，之後又回到哈佛大學繼續學業，1924年得到物理學碩士學位，之後取得數學博士學位。在这段时期里，当他接触到阿尔弗雷德·诺思·怀特黑德和伯特兰·罗素在数学符号逻辑领域的尝试性著作《数学原理》后，柯里燃起了对数理逻辑的兴趣。在哈佛学习期间，柯里得到了数学博士学位。在他受乔治·戴维·伯克霍夫指引而研究微分方程的那段时间里，柯里的兴趣持续转向逻辑学。1927年柯里在普林斯顿大学时，他发现了Moses Schönfinkel关于组合子逻辑的成果。Moses Schönfinkel的成果预言了柯里自己的大部分研究,于是柯里去了哥廷根大学与熟悉Moses Schönfinkel工作的Heinrich Behmann、Paul Bernays两人一起工作。
哈斯凱爾·柯里，1982年9月1日卒于宾夕法尼亚州立学院，享年82岁。

## 工作成果
柯里的工作重點試圖表明組合邏輯可以為數學提供一個基礎。 到了1933年底，他從與John Rosser的通信中了解到了Kleene-Rosser悖論。 由Rosser和Stephen Kleene開發的這個悖論證明了一些相關的形式系統的不一致性，包括由Alonzo Church（一個有lambda演算作為一致子系統的系統）和柯里自己的系統提出的系統。 然而與邱奇，Kleene和Rosser不同的是，柯里並沒有放棄基礎的方法，他說他不想“逃離這個悖論”。
在研究組合邏輯的生涯中，柯里基本上成了這個領域的創始人。 組合邏輯是一種函數式編程範式的基礎，能力和範圍與邱奇的lambda演算非常相似，而後者近幾十年來由其對可計算性質的形式化，居於計算机科學的主導地位。1947年柯里描述了第一個高級編程語言之一，並提供了將一般算術表達式轉換為單地址計算機代碼的過程的第一個描述。他在哈佛，普林斯頓，並於1929年至1966年，在賓夕法尼亞州立大學任教。1942年發表了柯里悖論。1966年成為阿姆斯特丹大學的邏輯學及其精確科學哲學教授，Evert Willem Beth的繼任者。
柯里也撰寫和教授數理邏輯；他的教學成果在1963年的《數學邏輯的基礎》一書中到達巔峰。追隨他的導師希爾伯特，他自認偏好的數學哲學是形式主義（比較他1951年的書）。

## 主要著作
- [Foundations of combinatorial logic]. American Journal of Mathematics (The Johns Hopkins University Press). 1930, 52 (3): 509–536. JSTOR 2370619. doi:10.2307/2370619 （德语）.
- . University of Notre Dame Press. 1950.[1]
  -  2nd. University of Notre Dame Press. 1957.
- . Amsterdam: Elsevier Science. 1951  [23 July 2012]. ISBN 0444533680. （原始内容存档于2016-11-19）.
- . Paris: Gauthier-Villars. 1952 （法语）.[2]
- Curry, Haskell; Feys, Robert.  I. Amsterdam: North-Holland Publishing Company. 1958.
- . Mcgraw Hill. 1963.
  -  Unabridged and corrected Dover. New York: Dover Publications. 1977  [23 July 2012]. ISBN 0-486-63462-0. （原始内容存档于2018-01-20）.
- II. Amsterdam: North-Holland Publishing Company. 1972. ISBN 0720422086.